# Gravstik
Artiklen "Gravstikken" omhandler stjernebilledet "Mejslen"  (Caelum) 
En gravstik eller gravstikke(l) er en slags mejsel og et af de vigtigste redskaber, der benyttes ved gravering.
Den sædvanlige gravstik er en
firkantet eller lidt flad stålstang, ca. 10-12 cm
lang og 2-5 mm tyk, der ved den ene ende er
skråt tilslebet, så der fremkommer en
spids og to skærende kanter, medens den anden
er stukket ind i et pæreformet træskaft. Af dette
er tit rundingen ved den ene side bortskåret,
for at gravstikken kan stilles under en meget spids
vinkel med den flade, hvorpå der graveres,
og af samme grund kan gravstikken være krum. For
øvrigt benyttes flere gravstikker af forskellig form og
størrelse.